# NGC 5324
NGC 5324 é uma galáxia espiral (Sc) localizada na direcção da constelação de Virgo. Possui uma declinação de -06° 03' 29" e uma ascensão recta de 13 horas, 52 minutos e 05,8 segundos.
A galáxia NGC 5324 foi descoberta em 5 de Março de 1785 por William Herschel.